# Неудобное наследство. Гены, расы и история человечества
Неудобное наследство. Гены, расы и история человечества ― научно-популярная книга британского журналиста и писателя Николаса Уэйда. До карьеры писателя Уэйд был репортером газеты «The New York Times ». Книга выпущена в свет издательством «Penguin Books».

## Обзор
Уэйд пишет в своей книге о причинах расовых различиях среди человечества в экономическом успехе европеоидной расы над негроидным и монголоидным расами. Автор предлагает аргумент, что расовые различия происходят из генетических различий, которые были усилены более развитой культурой. В первой части книги Уэйд рассказывает об исследованиях в области генетики человека. Во второй части своей книги Уэйд предполагает, что региональные различия в эволюции социального поведения объясняют многие различия между разными человеческими обществами по всему миру.

## Критика
Антрополог Грег Ладен пишет, что его коллеги в основном критиковали книгу, в то время как психологи и экономисты в целом восприняли её более позитивно. Антрополог Генри Харпендинг утверждает: «Для историков книга Уэйда ценна для понимания роли традиций и случайных противоречий в истории науки».
Биолог-эволюционист Аллен Орр написал в «Нью-Йорк Ревью оф Букс», что «исследование геномики человеческой популяции, проведенное Уэйдом, весьма актуально и в целом полезно. Однако оно не без ошибок. Он преувеличивает, например, процент генома человека, который показывает свидетельства недавнего естественного отбора». Орр комментирует, что во второй части «книга напоминает сильно биологическую версию утверждений Фрэнсиса Фукуямы о влиянии социальных институтов на судьбы государств в его книге «Истоки политического порядка» (2011)». Орр критикует Уэйда за то, что он не смог предоставить достаточных доказательств для своих утверждений, хотя, по словам Орра, Уэйд признает, что доказательств его тезиса «почти не существует».
Книга была подвергнута резкой критике на страницах «Нью-Йорк Таймс книжное обозрение»; так, Дэвид Доббс назвал ее «глубоко ошибочной, вводящей в заблуждение и опасной». Более ста ученых-генетиков и биологов выразили категорическое несогласие с взглядами Уэйда на расовые различия. В совместном письме, опубликованном в Нью-Йорк Таймс 8 августа 2014 года, в частности, говорится:
На основании неточного и неполного анализа наших результатов в области генетики человека Уэйд утверждает, что различия стран и народов в уровне интеллекта, политических институтов и экономическом развитии объясняются генетическими причинами и естественным отбором. Мы решительно отвергаем утверждение Уэйда о том, что его выводы основаны на наших результатах.
Уэйд отверг эти обвинения, предположив, что авторы коллективного письма не удосужились ознакомится с его книгой и лишь скрепили своими подписями чужое мнение.

## Издание в России
В России книга была переведена на русский язык и опубликована в 2018 году.